# Monique Pinçon-Charlot
Pour les articles homonymes, voir Pinçon et Charlot.
Monique Pinçon-Charlot, née Monique Charlot le 15 mai 1946 à Saint-Étienne, est une sociologue française et militante politique. Elle est directrice de recherche au Centre national de la recherche scientifique (CNRS), au Centre de sociologie urbaine, jusqu'à son départ à la retraite en 2007.
Durant toute sa carrière, elle travaille en collaboration principale avec son mari Michel Pinçon, également sociologue. Ensemble, ils écrivent la majeure partie de leurs ouvrages qui traitent des classes supérieures de la société (en particulier de la grande bourgeoisie parisienne), à travers des concepts tels que la ségrégation urbaine, l'homogamie ou encore la reproduction sociale.

## Carrière en commun avec son mari Michel Pinçon

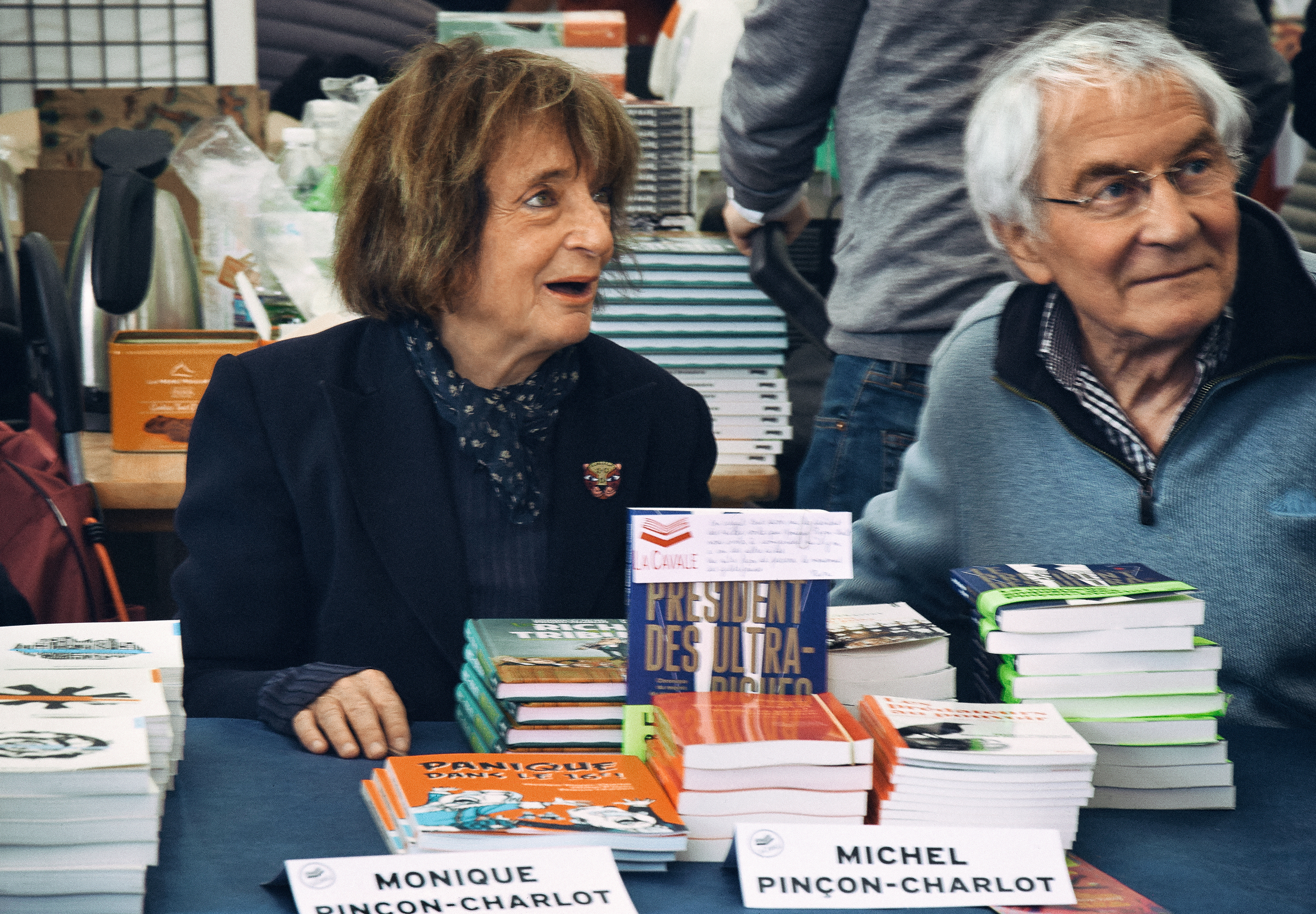
Monique Pinçon-Charlot et Michel Pinçon, en 2019.

Fille du procureur de Mende (Lozère), devenu procureur général de la Cour de sûreté de la République en 1969, Monique Pinçon-Charlot est issue de la bourgeoisie de province. Elle est mariée au sociologue Michel Pinçon, issu pour sa part d'un milieu ouvrier de Charleville avec qui elle a eu un fils, en 1974. Après leur rencontre en 1967, Monique et Michel s'installent au Maroc pendant deux ans, où ils enseignent le français, tirant de cette expérience un seul et même mémoire de maîtrise de sociologie portant sur les fonctions de classe du français dans le Maroc indépendant (qu'ils soutiendront individuellement à l'université libre de Vincennes en 1970). Leur superviseur de mémoire, Jean-Claude Passeron, deviendra par la suite l’un de leurs principaux inspirateurs, avec Jean-Claude Chamboredon et surtout Pierre Bourdieu.
En 1970, tous deux intègrent le Centre de sociologie urbaine (une association de recherche qui devient un laboratoire du CNRS en 1978). Huit ans plus tard, à la suite de la lutte « hors-statuts » à laquelle ils ont participé, les sociologues sont intégrés comme attachés de recherche au Centre national de la recherche scientifique (CNRS), au sein duquel ils intensifieront leur collaboration (à partir de 1987) et réaliseront de nombreux travaux portant essentiellement sur la bourgeoisie et Paris , ceci jusqu'à leur retraite commune en 2007. Dès lors, « libérés de leur neutralité scientifique », ils publient des ouvrages plus engagés politiquement dont certains sont devenus des succès de librairie (150 000 ventes en 2010 pour Le Président des riches).

## Les sociologues et leur objet
Ayant débuté leur carrière professionnelle par l'étude de certains phénomènes urbains liés à la division sociale de l'espace, le centre d'intérêt des chercheurs s'est peu à peu déplacé sur un objet d'étude plus sensible et difficile d'accès : les familles fortunées de l'aristocratie et de la bourgeoisie ancienne en tant que problème social. En raison peut-être des obstacles qui empêchent l'étayage sociologique de cette question, les travaux qui y font référence sont alors rares, tout comme les financements permettant de les réaliser : « Pour travailler sur cette catégorie sociale, il a fallu résister aux pressions du Centre national de la recherche scientifique (CNRS). À cette époque, il y avait à peu près mille sociologues, cinq-cents au CNRS et cinq-cents à l'Université, et il n'y avait peut-être que trois, quatre personnes qui travaillaient vraiment sur les dominants et les puissants. Nous avons subi des pressions pour entraver nos recherches. Mais nous avons persévéré et nous avons réussi parce que nous sommes un couple. » Quoi qu'il en soit, Monique Pinçon-Charlot et Michel Pinçon obtiennent des crédits et parviennent, grâce à Paul Rendu (alors directeur de leur laboratoire, le Centre de sociologie urbaine, et lui-même issu de la grande bourgeoisie), à s'introduire dans ce milieu habituellement très fermé.
Après dix ans d'investigations, les chercheurs publient Voyage en grande bourgeoisie. Journal d'enquête (1997). Dans ce livre, ils mettent en perspective les difficultés et particularités de leur démarche scientifique auprès de cette population (une sorte d'auto-analyse de leur travail de sociologues, une réflexion épistémologique sur leurs pratiques). Animés par un réel souci méthodologique, ils évoquent avec beaucoup d'acuité les « aises et les malaises des chercheurs » dans leur relation « enchantée » avec les enquêtés : le plaisir de la découverte d'un univers inconnu risque toujours, en effet, de peser lourdement sur la rigueur de l'analyse et de produire un enchantement peu propice à l'objectivation scientifique. Dans cet ouvrage, les questions spécifiquement en lien avec les conditions qui participent à l'entretien d'enquête, et son complément indispensable qu'est l'observation participante, sont également analysées : aisance discursive des enquêtés, maîtrise des affections, contrôle de soi, condescendance, hexis corporel, séduction envers l'enquêteur. Si bien que celui-ci, dans son effort de décryptage ou de déconstruction du monde de l'enquêté, de ses systèmes de relations, de valeurs, de son discours et de ses représentations, est bien souvent placé en position de « dominé ».
Finalement, et sans être exhaustif, d'autres « malaises » inhérents cette fois à la diffusion des résultats sont également évoqués par Monique Pinçon-Charlot et son mari en détaillant l'exercice périlleux de l'écriture et de sa réception, notamment auprès des médias. Une fois de plus, ils témoignent de leur sentiment d'être pris entre deux logiques : celle de la communauté scientifique qui a ses propres formes de consécration du travail de chercheurs (publications dans des revues disposant de comités de lecture scientifiques, communications dans des manifestations « légitimes », etc.) et celle des médias (journaux, magazines, émissions radiophoniques ou télévisuelles) guidés par des soucis mercantiles plus prosaïques.

## Thèmes de prédilection

### Ségrégation urbaine
« Le thème de la ségrégation urbaine est devenu fréquent dans les médias et la sociologie urbaine. Faut-il entendre par-là que chaque quartier est socialement homogène ou faut-il plutôt y voir un processus conduisant à une homogénéisation sociale de l'habitat ? ».
Monique Pinçon-Charlot, Edmond Préteceille et Paul Rendu publient, en 1986, dans Ségrégation urbaine, les résultats d’une recherche statistique réalisée sur une durée de huit années. Étudiant le lien entre classes sociales et équipements collectifs (santé, transports, police, culture…) de la région parisienne, elle démontre que ce sont les ouvriers qualifiés et les employés, souvent immigrés, qui sont les principaux occupants du parc HLM de l’agglomération parisienne ou des habitations à bon marché vétustes du centre de Paris. Au contraire, les HLM de Paris intra muros, de construction plus récente et situées dans un environnement plus valorisant, n’abritent aucune famille modeste, mais plutôt des cadres ou des hauts fonctionnaires,.

À partir de 1989, elle étudie avec Michel Pinçon l’agrégation spatiale des élites sociales dans les quartiers aisés de la région parisienne situés à Saint-Cloud, Boulogne, les lotissements chics et non clos construits sous le Second Empire : Le Vésinet, les parcs de Maisons-Laffitte, le parc du château à Chatou, Versailles, Saint-Germain-en-Laye, Neuilly-sur-Seine et les arrondissements de l’ouest parisien. Au cours des années suivantes, les sociologues poussent leurs investigations jusqu'à étudier certains lieux historiques de villégiatures telles que Deauville, Le Touquet-Paris-Plage, Arcachon, Biarritz. A travers leurs travaux (publiés notamment en 1996 dans Grandes fortunes. Dynasties familiales et formes de richesse en France), ils soulignent comment la haute société est à l'origine de l’essor de ces communes en y faisant construire, pour son usage personnel en phase avec la mode des bains de mer, bon nombre de ces écrins abritant « les joies de la mer » et « les bienfaits de l'air iodé ». Pour leurs loisirs, à la ville comme « à la campagne, à la montagne ou à la mer, les grandes familles préfèrent, en règle générale, urbaniser elles-mêmes une terre vierge plutôt que de reconquérir un habitat ayant déjà servi ».
Bien plus tard, en 2007, la publication par les Pinçon-Charlot de leur ouvrage Les Ghettos du gotha met notamment en évidence l'existence, à l'intérieur de ces territoires étudiés durant des années, d'une concentration de la haute bourgeoisie française, et décrit les interactions qui ont cours traditionnellement entre les membres de cette classe sociale, interactions favorisées par la ségrégation socio-spatiale,, l'endogamie et des stratégies de solidarité familiale et de classe (réseaux d’influence) : « Si l’on a rencontré le collectivisme dans nos enquêtes, c’est essentiellement dans les beaux quartiers ! C’est une classe profondément solidaire, au-delà des conflits qui peuvent exister comme partout ailleurs. Ils savent surmonter les divisions entre les individus au bénéfice de leur collectif de classe. »

### Bourgeoisie
La progression du salariat et l'augmentation des salaires ouvriers au cours des Trente Glorieuses, puis le développement de l'actionnariat populaire avec environ 5 millions de ménages français possédant des actions, ont contribué à estomper l'opposition entre les riches et les pauvres. Cependant, ce phénomène de « moyennisation » de la société a pris fin avec les années 1980, par une concentration des richesses et une très forte augmentation de la rémunération des chefs d'entreprise et des revenus du capital.
En 2000, dans Sociologie de la bourgeoisie, Monique Pinçon-Charlot réactive avec son mari le concept de « bourgeoisie » pour analyser cette infime partie de la population composée des ménages qui bénéficient d'un capital économique exceptionnel et en tirent des revenus très élevés (quelques dizaines de milliers de personnes en France). Les familles propriétaires ou dirigeantes des plus grandes entreprises qui profitent de cette concentration des capitaux appartiennent donc à la bourgeoisie, à l'inverse des quelques joueurs de football millionnaires. Mais la bourgeoisie ne se définit pas uniquement à partir de l'argent. Car la richesse, qui est à la fois professionnelle et patrimoniale, et donc difficile à évaluer, n'est qu'un indicateur nécessaire mais pas suffisant pour permettre la définition de cette classe sociale. Le capital économique doit être légitimé par d'autres formes de capitaux (au sens bourdieusien du terme). Dès lors, les auteurs montrent que l'éducation familiale, la socialisation dans des établissements scolaires spécifiques, la vie mondaine, les voyages et le culte du cosmopolitisme ont aussi une fonction. La principale manifestation de ce processus est cette façon d'être du grand bourgeois, faite d'aisance (sociale, langagière, corporelle), de discrétion et de courtoisie, et qui se veut aux antipodes de l'arrogance et de la frime du nouveau riche. La richesse en effet, et c'est un autre enseignement du livre, a plusieurs dimensions : elle est sociale (réseau de relations) et culturelle (fréquentation des lieux artistiques) tout autant qu'économique.
« Du fait de sa sociabilité et de sa mobilisation, la bourgeoisie est le groupe social qui se rapproche le plus d'une classe pour soi telle que la définissait Marx ». Dans les termes des auteurs, par sa capacité à définir ses frontières de l'intérieur, la haute bourgeoisie est une classe sociale « qui travaille sciemment et de manière permanente à sa construction dans un processus qui est à la fois positif et négatif, processus d'agrégation des semblables et de ségrégation des dissemblables. »

### Homogamie
« Parce qu'il exprime une proximité sociale, le mariage est un bon indicateur de la rigidité des hiérarchies sociales. Une société dans laquelle les mariages se nouent entre personnes appartenant à un même groupe social (homogamie) est une société dont la hiérarchie est rigide. A contrario, une société dans laquelle les mariages se nouent entre personnes de groupes sociaux différents (hétérogamie) est une société dont les frontières sont perméables. »
Par l'étude et le croisement des registres matrimoniaux « tables de mariage », Monique Pinçon-Charlot et Michel Pinçon ont mis en évidence la forte endogamie sociale de la haute société française. Celle-ci est le résultat de stratégies matrimoniales dans lesquelles les mères jouent un rôle central par l'organisation ciblée de multiples occasions de rencontres entre jeunes gens de bonne famille ; l'enjeu de cette orchestration étant la préservation du patrimoine et des richesses à l'intérieur du groupe malgré l'érosion causée par la division lors des successions (divorce, concubinage, famille monoparentales sont à éviter à tout prix). Si, après la Seconde Guerre mondiale, les mariages de la haute bourgeoisie sont devenus de plus en plus difficiles à « imposer » ou à « arranger », les rallyes ont constitué et constituent encore une instance de socialisation qui pallient cette difficulté liée à l'évolution des mœurs. Ces réunions de jeunes, nous disent Michel et Monique Pinçon-Charlot, « soigneusement sélectionnés, cooptés par les mères, commencent dès l'âge de dix à treize ans, par des sorties culturelles, pour se terminer par de grandes soirées dansantes [...] Les futurs héritiers y apprennent à reconnaître d'instinct leurs semblables, en tant que partenaires possibles pour leur vie affective, sexuelle et surtout matrimoniale. »
Dans ce cadre d'analyse considérant comme déterminants les appointements « culturels » plutôt que ceux relevant du domaine « socioprofessionnel », les sociologues font écho à Pierre Bourdieu qui postulait que « l'amour naît de valeurs, de goûts et d'aptitudes communes ; il est d'autant plus probable que les deux conjoints ont bénéficié de socialisations comparables. Le mariage homogamique est alors une façon de réaffirmer son appartenance à un groupe social et d'y renforcer son intégration. »

### Reproduction sociale
« Dans Les héritiers (1964) et La reproduction (1970), Bourdieu et Passeron expliquent les inégalités face à l'école par les différences de dotation en capital économique et social, mais surtout culturel. La proximité entre la culture de l'école et celle des catégories dominantes favorise la réussite scolaire des enfants de ces derniers [...] Les enfants issus de la bourgeoisie entrent dans un réseau secondaire-supérieur, qui, lui aussi, tend à la reproduction sociale ».
Mais, pour les Pinçon-Charlot, si l'école et les études supérieures (avec pour corollaire le cosmopolitisme), au même titre que la famille (homogamie), participent bien de la reproduction sociale, d'autres instances ou processus sont également à l’œuvre. Puisque par le jeu de son mariage historique avec la noblesse (qui n'a fait que s'accentuer depuis le régime féodal), la haute bourgeoisie est passée, au fil du temps, d'une domination économique à une domination symbolique, c'est-à-dire d'« une domination matériellement fondée à une domination ancrée aussi dans les représentations et les mentalités et pour cela beaucoup plus solidement assise ». C'est donc par ce processus subtil d'alliances et d'assimilation à la noblesse que la bourgeoisie a hérité de ses attributs valorisés, et a renforcé par là même son capital symbolique, sorte de légitimité naturelle : « Il faut du temps pour accumuler cette magie sociale qui transforme en qualité de la personne ou de la lignée les richesses socialement accumulées ».

L'autre force de la grande bourgeoisie, pour maintenir sa domination qui concourt à sa reproduction sociale, consiste en son réseau d'influence et à son militantisme stratégique. Le militantisme de la grande bourgeoisie – sa force – s’explique d’abord par l’existence d’une « classe consciente d’elle-même et attentive à défendre solidairement ses conditions de vie ». Bien loin de la petite bourgeoisie ou des classes populaires pour qui l'individualisme et la méritocratie constituent les valeurs essentielles d'une certaine modernité, « les grands bourgeois se concoctent leur ultime privilège : le sens du collectif, le sens des intérêts de classe. Les institutions formelles ou informelles de leur société connaissent une vitalité qui n’a d’égale que les intérêts en jeu ».
Dans leur dernier ouvrage édité avant qu'ils ne prennent leur retraite en 2007 (Les Ghettos du gotha), les sociologues Michel Pinçon et Monique Pinçon-Charlot soulignent à plusieurs reprises l’importance des barrières symboliques (mais aussi bien réelles de béton et d’acier) qu’érige la grande bourgeoisie pour se préserver, pour maintenir cet entre-soi, pour ne pas être confrontée à une quelconque altérité sociale. La ségrégation sociale que cette classe parvient à opérer, le racisme de classe qui la conduit à écarter tous ceux qui n’en sont pas, à les tenir à distance de ses lieux de prédilection, révèle la formidable violence symbolique qu’elle parvient à exercer, avec d’autant plus de force qu’elle a le droit et l’État – le sien – pour elle.

## Engagement en politique
À partir de 2007, Michel et Monique Pinçon-Charlot s'engagent, dans leurs publications et leurs interventions publiques, publiquement et politiquement. Par ce choix assumé, qui s'inscrit pour eux dans une suite logique qu'il s'agissait de donner à la somme des travaux réalisés durant toute leur carrière académique, les Pinçon-Charlot ont pris le risque d'être critiqués et parfois même discrédités par nombre de lobbyistes, d'analystes littéraires, de chroniqueurs, de journalistes ou même de sociologues. Pourtant, bien loin d'être amers, ils estiment que la ténacité dont ils ont fait preuve pour mettre en cause les fausses évidences de la pensée unique répondait au devoir du sociologue : « Le travail accumulé constitue aujourd'hui un corpus où le militant pourra trouver de l'aide, des analyses transposables, de quoi alimenter son combat. Nous souhaitons aux jeunes sociologues de pouvoir ainsi trouver dans leurs recherches une telle symbiose avec les luttes sociales […] Les privilèges du travailleur intellectuel qu'est le sociologue, payé pour comprendre le monde où il vit, valent bien de vaincre les difficultés pour restituer au plus grand nombre les résultats de la recherche qui ne saurait être apolitique dans un monde de contradictions et d'inégalités. Décidément, la sociologie est bien un sport de combat ».
En 2011, avec d'autres personnalités parmi lesquelles on trouve des syndiqués, des chercheurs, des artistes, des politiques et des militants associatifs, le couple Pinçon-Charlot soutient publiquement Jean-Luc Mélenchon, candidat du Front de gauche à l'élection présidentielle de 2012 : « Le Front de gauche devrait faire un bon score car il rassemble les voix des personnes qui se rendent compte que le capitalisme court à la faillite. Il y a en ce moment des prises de conscience qui s’opèrent sur la nature du système ». Par la suite, Monique Pinçon-Charlot, tout comme son époux, prendra ses distances avec Jean-Luc Mélenchon et son mouvement, estimant qu'il est « un nouveau Mitterrand ».
Considérant avec seize autres coauteurs que le lien entre la politique et le monde des affaires n’avaient jamais été aussi fort (oligarchie de classe), Monique Pinçon-Charlot et Michel Pinçon participent à l’écriture d’Altergouvernement. 18 ministres-citoyens pour une réelle alternative (publié en janvier 2012). Dans cet ouvrage « fiction », et à l’instar de leurs homologues écrivains et ministres-citoyens, ils campent le rôle d’alterministres chargés de la réforme de l'État et proposent notamment des mesures pour contrer son affaiblissement. « Les cadeaux fiscaux aux plus riches, l’aide accordée aux banques et aux entreprises, ont contribué à multiplier par trois le déficit public entre septembre 2008 et décembre 2009, le faisant passer de 52 à 145 milliards d’euros [...] Ce déficit – ainsi que la dette qui a augmenté en proportion – ont été des armes utilisées par les politiques à la solde de la haute finance internationale pour que les peuples acceptent la rigueur et renoncent aux acquis sociaux obtenus par des décennies de luttes acharnées ». À l’aube de l’élection présidentielle de mai 2012, les réformes qu’ils proposent sont les suivantes : suppression du cumul des mandats et création d’un statut de l’élu ; réduction du nombre de mandats successifs ; revitalisation de l’instruction civique et de l’enseignement du droit ; contrôle du patrimoine des élus ; inscription automatique sur les listes électorales et vote obligatoire ; reconnaissance du vote blanc ; socialisation des banques.
Lors de l'élection présidentielle de 2017, Monique Pinçon-Charlot déclare au micro de France Inter, le 26 avril 2017 dans l'émission Le 5/7, en parlant de Trump, Fillon, Le Pen et Macron : « Ils sont les représentants d'une part, du système capitaliste dans cette phase épouvantable qu'est le néo-libéralisme. Cette phase où la finance prend le pouvoir sur le politique. Et ils sont tous dans le même sac parce que cette oligarchie pour perdurer a besoin de construire de fausses alternances [...] Les milliardaires sont au pouvoir [...] La seule chose qui compte c’est, au fond, de faire en sorte que l'oligarchie puisse continuer à concentrer de plus en plus toutes les richesses et tous les pouvoirs [...] Il s'agit d'une guerre de classes que mènent les plus riches contre les peuples ». Concernant le second tour de l'élection présidentielle (opposant Marine Le Pen et Emmanuel Macron), Monique Pinçon-Charlot précise encore : « Il n'est pas question pour moi de voter ni pour l'un ni pour l'autre ».
En mai 2017, l'élection d'Emmanuel Macron pousse Monique Pinçon-Charlot à descendre dans l'arène politique. Elle se présente donc aux élections législatives dans les Hauts-de-Seine (13e circonscription) avec pour suppléante Sylvie Boxberger, conseillère municipale d’opposition à Châtenay-Malabry, et sans appui politique autre que celui de Pierre Ouzoulias (PCF - Front de gauche). Monique Pinçon-Charlot souhaite porter le discours d'une "gauche sociale et écologiste" : « Je veux porter à l’Assemblée nationale le message simple que nous n’acceptons plus les conséquences criminelles des 1 % les plus riches [...] Nous sommes les plus nombreux, c’est nous qui faisons fonctionner l’économie réelle, mais pour gagner, nous devons absolument être unis et solidaires pour mettre fin à des inégalités inacceptables ». Au terme du premier tour, elle obtient 4,01 % des suffrages exprimés.
Dans un entretien accordé au magazine en ligne Les Inrockuptibles en septembre 2017, elle déclare que les politiques du président de la République française Emmanuel Macron « sont au service quasi-exclusif de l’oligarchie... il [Macron] synthétise complètement les intérêts des plus riches ».
Aux européennes de 2019, le couple Pinçon-Charlot apporte son soutien à la liste du Parti communiste français menée par Ian Brossat.
En 2019, Monique Pinçon-Charlot et son mari publient une tribune dans laquelle ils affirment que « le dérèglement climatique dont les capitalistes, qui ont pillé les ressources naturelles pour s’enrichir, sont les seuls responsables, constitue l'arme ultime pour éliminer la partie la plus pauvre de l’humanité devenue inutile à l’heure des robots et de l’automatisation généralisée ». Monique Pinçon-Charlot développe l'idée dans des interviews en 2020, où elle parle d'un « holocauste climatique », affirmant que l'extermination d'une partie de l'humanité est, pour les riches, un objectif conscient. L'universitaire Laurent Cordonier y voit « une théorie du complot tout ce qu’il y a de plus typique ». Il estime cependant évident que Monique Pinçon-Charlot ne croit pas elle-même à sa thèse de l’« holocauste climatique » et qu'elle lui sert « d’outil de mobilisation politique » en faveur de son appel à « renverser le gouvernement français et le système dans son ensemble ».
En mai 2022, Monique Pinçon-Charlot rejoint le parlement de la Nupes. Au début des années 2020, elle fait partie du « conseil scientifique » de l'Institut La Boétie,.

## Critiques
Le couple Pinçon-Charlot a fait l'objet de critiques quant à la qualité scientifique de ses travaux, en particulier depuis leur départ à la retraite, alors qu'ils s'engagent explicitement dans la politique.
Dans l’article qu’il signe pour le magazine Sciences Humaines, Nicolas Walzer (université de La Réunion) soutient que Gérald Bronner (université Paris-Diderot) et Étienne Géhin (université de Nancy II), dans leur livre Le danger sociologique, considéreraient le couple Pinçon-Charlot comme faisant partie de ces sociologues qui masquent un militantisme politique derrière des travaux prétendument scientifiques (sans que leurs noms soient formellement cités dans l’ouvrage en question) . Par ailleurs, Julien Damon (professeur à l'IEP de Paris), dans Le Point, estime qu'« en faisant fi de toute méthodologie, le couple de sociologues porte atteinte à la discipline ». Il juge leurs travaux « frauduleux ».
Dans un entretien pour Atlantico, Nicolas Lecaussin (directeur de l'Institut de recherches économiques et fiscales, un « think tank libéral et européen ») affirme qu'« il est absurde de considérer comme les Pinçon-Charlot que les riches font le malheur des pauvres » et que « leur analyse est faite en fonction de leurs croyances et non pas en fonction des réalités ». Il considère que les Pinçon-Charlot éprouvent une haine injustifiée pour les riches : « Pour ces auteurs, le riche est un délinquant en puissance ! Faut-il donc rester pauvre ? ». Pour Lecaussin, les Pinçon-Charlot accusent les riches de tous les maux et omettent de mentionner leur contribution au bien commun : « en France, en 2011, les 30 % des foyers déclarant les plus hauts revenus ont réglé 87% de l’impôt sur le revenu avant application des crédits et réductions divers et 95 % de l’impôt net, de leur côté les 10% des plus riches ont payé environ 70% du total de l’impôt sur le revenu ».
Les Échos reproche aux Pinçon-Charlot une vision caricaturale de la société et une critique simpliste des riches : « Deux célèbres sociologues retraités du CNRS combinent allègrement sabir sociologisant et convictions militantes pour attiser une certaine richophobie ambiante. [...] On a le droit de ne pas aimer les riches. Encore faudrait-il un minimum de rigueur et limiter l'invective. ».
Dans Le Monde, le journaliste littéraire Florent Georgesco estime en 2019 que leur ouvrage Le Président des ultra-riches présente la politique d'Emmanuel Macron comme l'expression d'un « désir bourgeois de défendre ses intérêts au détriment des autres classes sociales ». Aux yeux du critique, il s'agit d'une simple opinion, prétendument étayée « par des moyens sociologiques », ce que le journaliste conteste, citant en exemple un passage où les auteurs observent la réaction des clients d'une luxueuse brasserie parisienne vis-à-vis des « gilets jaunes » pour ensuite en déduire un « goût de l’entre-soi d’une bourgeoisie coupée du reste de la société et s’efforçant de maintenir étanche cette frontière invisible » ; l'article critique le procédé, qualifiant les Pinçon-Charlot de « badauds » et affirmant qu'une authentique démarche sociologique et scientifique aurait exigé une « procédure d’investigation », une confrontation avec des données issues d'une étude du terrain. Le journaliste reproche aussi qu'il ne soit pas indiqué que Monique Pinçon-Charlot a été candidate aux législatives 2017 avec le soutien du parti communiste, et qu'avec « la même honnêteté flottante » ne soit pas mentionnée l'étiquette politique La France insoumise de l’économiste Liêm Hoang-Ngoc cité tout au long de l'ouvrage. La promotion de l'ouvrage est qualifiée de trompeuse, dans le sens où elle laisse croire à un étayage scientifique du point de vue des auteurs, qui s'imposerait « par un argument d’autorité, à la rationalité du lecteur », alors que le livre ne fait en réalité que solliciter ses « passions politiques ».
D'après un article de La Croix, le livre oscille entre essai sociologique et pamphlet politique, mais si certains contestent la qualité de sociologues des époux Pinçon-Charlot, il s'agit d'une « critique mal argumentée » qui ressemble à un « élément de langage » pour défendre le président de la République. Selon La Croix, le quatrième chapitre du Président des ultra-riches est « central », fournissant des informations « massivement documentées » sur le parcours d'Emmanuel Macron et sur ses « réseaux », et vise à dénoncer les « connivences oligarchiques » qui ont fait d’Emmanuel Macron « le président des ultra-riches. »
Dans une rubrique Check news, Libération constate en février 2019 que les Pinçon-Charlot commettent une erreur grossière en assimilant le taux marginal d'imposition avec le taux effectif d'imposition, ce qui leur permet d'affirmer à tort : « le plus mal payé des contribuables paie plus en impôts sur le revenu que le plus riche des actionnaires sur chaque euro de dividendes perçus ». L'impôt sur les actions est de 12,8  %. Le taux d'imposition sur la deuxième tranche des revenus des salariés est de 14 %, et de 0% sur la première tranche. Le  taux d'imposition global supporté par un salarié peut donc être inférieur à 12,8  %, par exemple de 7 % pour un salarié gagnant 25 000 euros nets par an. Mais à l'inverse, selon un article de Marianne, la confusion des taux « ne remet nullement en cause la pertinence de l’analyse » du livre Le président des ultra-riches, qui, selon le magazine, « recense efficacement » les déclarations « méprisantes » d'Emmanuel Macron envers « ceux qui ne sont rien », réalise l’inventaire des mesures fiscales favorables aux détenteurs de patrimoine et contredit l'idée d’un président « hors-système ».
En novembre 2020, Monique Pinçon-Charlot apparaît dans le film documentaire de Pierre Barnérias Hold-Up, traitant de la pandémie de Covid-19. Elle parle de la thèse d'un complot visant une « tentative d'holocauste des pauvres par les riches ». Mais Monique Pinçon-Charlot se désolidarise du documentaire deux jours après sa sortie et refuse d'en faire la promotion. Elle accuse le réalisateur et le producteur de Hold-up de ne pas lui avoir communiqué le court extrait qu'ils ont utilisé de son interview d'une heure. Elle leur reproche d'avoir tronqué sa pensée et instrumentalisé « quelques mots retenus au profit non pas d’une réflexion mais d’un montage choc au service de l’émotion et la colère ! ». Elle s'excuse par ailleurs d'avoir utilisé le « terme inapproprié d'holocauste »,.

## Décoration
- Chevalière de la Légion d'honneur (2014). Nommée après 48 ans de services au sein du ministère de l'Éducation nationale, de l'Enseignement supérieur et de la Recherche[52].

## Publications
- Le Méprisant de la République, Paris, Éditions Textuel, coll. « Idées-Débats », 2023  (EAN 9782845979727)
- Entre-soi. Le séparatisme des riches, avec Gwenn Dubourthoumieu (photographe), Pyramyd, 2024  (EAN 9782350175980)
- Les riches contre la planète.  Violence oligarchique et chaos climatique , Textuel, coll. « Idées-Débats », 2025  (EAN 9782386290626)

### Avec divers auteurs
- Introduction à l'étude de la planification urbaine en région parisienne (avec Edmond Preteceille), Paris : Centre de sociologie urbaine, 1973.
- Les Conditions d'exploitation de la force de travail (avec Michel Freyssenet et François Imbert), Paris : Centre de sociologie urbaine, 1975.
- Les Modalités de reproduction de la force de travail (avec Michel Freyssenet et François Imbert), Paris : Centre de sociologie urbaine, 1975.
- Équipements collectifs, structures urbaines et consommation sociale (avec Edmond Preteceille et Paul Rendu), Paris : Centre de sociologie urbaine, 1975.
- Espace social et espace culturel. Analyse de la distribution socio-spatiale des équipements culturels et éducatifs en région parisienne (avec Paul de Gaudemar), Paris : Centre de sociologie urbaine, 1979.
- Espace des équipements collectifs et ségrégation sociale (avec Paul Rendu), Paris : Centre de sociologie urbaine, 1981.
- Ségrégation urbaine (avec Paul Rendu et Edmond Preteceille), Paris : Anthropos, 1986  (ISBN 978-2-7157-1124-2).
- Des sociologues sans qualités ? Pratiques de recherche et engagements, sous la direction de Delphine Naudier et Maud Simonet, Paris, La Découverte, 2011  (ISBN 978-2707168986).
- Altergouvernement. 18 ministres-citoyens pour une réelle alternative,  ouvrage collectif[note 3], Paris : Le Muscadier, 2012  (ISBN 979-1090685000).

### Avec Michel Pinçon
- Dans les beaux quartiers, Paris : Éditions du Seuil, coll. « L'Épreuve des faits », 1989  (ISBN 978-2020109369).
- Quartiers bourgeois, quartiers d'affaires, Paris : Payot, coll. « Documents Payot », 1992  (ISBN 978-2228885416).
- La Chasse à courre. Ses rites et ses enjeux, Paris : Payot, coll. « Documents Payot », 1993  (ISBN 978-2228886871).
  - Réédition coll. « Petite bibliothèque Payot », 2003  (ISBN 978-2228897495).
- Grandes Fortunes. Dynasties familiales et formes de richesse en France, Paris : Payot, coll. « Documents Payot », 1996  (ISBN 978-2228889858).
  - Réédition coll. « Petite bibliothèque Payot », 1998  (ISBN 978-2228891493).
  - Réédition augmentée coll. « Petite bibliothèque Payot », 2006  (ISBN 978-2228901338).
- Voyage en grande bourgeoisie, Paris : Presses universitaires de France, coll. « Sciences sociales et sociétés », 1997. 
  - Réédition coll. « Quadrige » no 380, 2002  (ISBN 978-2130531258). Réédition actualisée 2005  (ISBN 978-2130554202).
- Les Rothschild. Une famille bien ordonnée, Paris : La Dispute, 1998  (ISBN 978-2843030055).
- Nouveaux patrons, nouvelles dynasties, Paris : Calmann-Lévy, 1999  (ISBN 978-2702130391).
- Sociologie de la bourgeoisie, Paris : La Découverte, coll. « Repères » no 294, 2000  (ISBN 978-2707129512). Rééditions actualisées en 2003  (ISBN 978-2707139467), 2007 et 2016  (ISBN 978-2707146823).
- Paris mosaïque. Promenades urbaines, Paris : Calmann-Lévy, 2001  (ISBN 978-2702131824).
  - Paris. Quinze promenades sociologiques, Paris : Payot, 2009. Réédition fortement remaniée  (ISBN 978-2228904117).
  - Réédition coll. « Petite bibliothèque Payot » no 926, 2013  (ISBN 978-2228909136).
- Le Cas Pinochet. Justice et politique, Paris : Syllepse, coll. « Arguments-Mouvements », 2003  (ISBN 978-2847970258).
- Sociologie de Paris, Paris : La Découverte, coll. « Repères » no 400, 2004  (ISBN 978-2707142801). Réédition actualisée 2008  (ISBN 978-2707156105) et 2014  (ISBN 978-2707182623).
- Châteaux et châtelains. Les siècles passent, le symbole demeure, Paris : Anne Carrière, 2005  (ISBN 978-2843373251).
- Les Ghettos du gotha. Comment la bourgeoisie défend ses espaces, Paris : Seuil, 2007  (ISBN 978-2020889209). 
  - Réédition Paris : Points, 2010  (ISBN 978-2228909136).
- Les Millionnaires de la chance. Rêve et réalité, Paris : Payot, 2010  (ISBN 978-2228905152).
  - Réédition coll. « Petite bibliothèque Payot » no 836, 2011  (ISBN 978-2228909136).
- Le Président des riches. Enquête sur l'oligarchie dans la France de Nicolas Sarkozy, Paris : La Découverte, 2010  (ISBN 978-2-35522-018-0)[53],[54].
  - Réédition augmentée coll. « La Découverte Poche. Essais » no 353, 2011  (ISBN 978-2707169617).
- Classes en luttes. Entretiens, Collectif avec Stéphane Beaud et Michel Pialoux, Paris : Graffic - Bruno Leprince, coll. « Politique à gauche », 2010  (ISBN 978-2916333687).
- L'Argent sans foi ni loi, Paris : Éditions Textuel, 2012  (ISBN 978-2845974449).
- La violence des riches - Chronique d'une immense casse sociale, Paris : Zones, 2013  (ISBN 978-2355220524).
- Riche, pourquoi pas toi ?, mis en bande dessinée par Marion Montaigne, Paris : Dargaud, 2013  (ISBN 978-2205071764).
- Pourquoi les riches sont-ils de plus en plus riches et les pauvres de plus en plus pauvres ?, illustré par Etienne Lécroart, Montreuil : La Ville Brûle, 2014  (ISBN 978-2360120475). Réédition 2018  (ISBN 978-2360121014).
- C'est quoi être riche ? Entretiens avec Emile, illustré par Pascal Lemaître, Paris : Éditions de l'Aube, 2015  (ISBN 978-2815911313).
  - Réédition augmentée coll. « Les illustrés », 2018  (ISBN 978-2815930611).
- Tentative d'évasion (fiscale), Paris : Zones, 2015  (ISBN 978-2355220838).
- Les prédateurs au pouvoir. Main basse sur notre avenir, Paris : Textuel, coll. « Essais et Documents », 2017  (ISBN 978-2845975859).
- Panique dans le 16e ! : Une enquête sociologique et dessinée, dessins d'Étienne Lécroart, Montreuil : La Ville Brûle, 2017  (ISBN 978-2360120918).
- Les Riches au tribunal : l'affaire Cahuzac et l'évasion fiscale, mis en bande dessinée par Etienne Lécroart, Paris : Delcourt/Encrages, 2018  (ISBN 978-2413009849).
- Ford Blanquefort même pas mort !, Collectif avec Philippe Poutou et Sorj Chalandon, Montreuil : Libertalia, 2018  (ISBN 978-2377290703).
- Le Président des ultra-riches : Chronique du mépris de classe dans la politique d’Emmanuel Macron, Paris, La Découverte/Zones, janvier 2019, 176 p. (ISBN 978-2-35522-128-6, présentation en ligne, écouter en ligne, lire en ligne)
- Notre vie chez les riches : Mémoires d'un couple de sociologues, Paris, La Découverte/Zones, août 2021, 192 p. (ISBN 9782355221279, présentation en ligne)

### Documentaires
- Voyage dans les ghettos du gotha, documentaire diffusé le 1er octobre 2008 sur France 3 (Roche Productions - Dominique Tibi), Jean-Christophe Rosé (réalisateur)  [présentation en ligne].
- Au bonheur des riches (2 DVD) - 1. Voyage en grande fortune, 2. Les riches et nous. Antoine Roux (réalisateur), Monique Pinçon-Charlot et Michel Pinçon (auteurs) - DVD Zone 2 paru le 23 octobre 2013[55].
- À demain mon amour, documentaire de Basile Carré-Agostini (réalisateur) suivant Monique Pinçon-Charlot et Michel Pinçon, sorti en salles le 9 mars 2022[56]